# Tafelberg (Suriname)
Der Tafelberg ist ein bis max. 1026 m hohes Hochplateau in Suriname, im Distrikt Sipaliwini.

## Lage
Er liegt zwischen der Emmakette und dem östlichen Teil des Wilhelminagebirges, der mit seiner näheren Umgebung eine einzigartige
Landschaft in Suriname bildet. Der Tafelberg formt ein annähernd dreieckiges Plateau mit zehn Kilometer langen Seiten und einer Basis von acht Kilometern, die vom Südosten (1026 m) her zum Nordwesten hin auf circa 500 m abfällt. Die nahezu senkrecht verlaufenden, steilen Wände ragen 200 bis 500 Meter aus der Umgebung heraus. Im Osten gewährt der East Ridge und im Nordwesten der North Ridge Zugangsmöglichkeiten zum
Hochplateau. Die stark verschnittene Anhöhe wird im Nordwesten durch den Augustus-, den Geijskes- und den Lisabach entwässert. An den Rändern formen sie Wasserfälle mit Fallhöhen von 100 bis 200 Meter.

## Geologie und Vegetation
Der Tafelberg ist die einzige Roraima-Sandsteinformation in Suriname. Das kühle, regnerische und windige Klima, wo die Sonne fast nur mittags durchbricht, sorgt für eine arten- und individuenarme Fauna. Die Vegetation, Savannenbusch abwechselnd mit kleineren Savannen wird durch Clusias, Moose, Farne, Orchideen und feine dünne Bambusarten als „Gras“ gekennzeichnet. Es kommen nur wenige Palmengewächse und Lianen vor.

## Erforschung und Erreichbarkeit
Der Tafelberg wurde zum ersten Mal 1903 durch den niederländischen Leutnant zur See A. J. van Stockum während der Saramacca-Expedition beschrieben. Weitere wissenschaftlichen Untersuchungen des Gebietes erfolgten in den Jahren 1926 (Stahel und Ijzerman), 1943 und 1958 (Geijskes) und 1945 (Maguire). Der Berg ist außer über dem Wasserweg (Saramacca) auch mit Kleinflugzeugen zu erreichen.

### Flugunfall
Am 25. Oktober 1968 entwickelten sich an einer Douglas DC-3/C-47A-1-DK der niederländischen KLM Aerocarto (PH-DAA) Triebwerksprobleme während eines Vermessungsfluges über dem Dschungel Surinames. Der Sinkflug auf eine günstigere Höhe wurde zu steil durchgeführt, so dass die Maschine auf dem wolkenverhangenen Plateau des Tafelbergs aufschlug. Von den fünf Insassen wurden alle drei Besatzungsmitglieder getötet; die beiden Passagiere überlebten den Unfall.

## Naturreservat
Der Berg gehört seit 1998 zu dem größten Naturschutzgebiet in Suriname, dem Zentral-Suriname-Naturschutzgebiet.